# 花尾胡椒鯛
花尾胡椒鯛，又稱花軟唇，俗名加志，為輻鰭魚綱鱸形目石鱸科的其中一個種。

## 分布
本魚分布於印度西太平洋區，包括紅海、波斯灣、馬爾地夫、斯里蘭卡、印度、安達曼群島、日本南部、中國東海、南海、香港、台灣、越南、菲律賓、泰國、印尼蘇門答臘、婆羅洲附近等海域。该物种的模式产地在日本。

## 深度
水深3至50公尺。

## 特徵
本魚魚體呈淡灰色，體側有3條灰黑色的弧形寬縱帶，其中第一條自頭頂經胸鰭基部向後縱走，直達臀鰭基底。其它2條大致和此縱帶平行。再第二條以上的背側和背鰭、尾鰭上有許多大小不衣的黑色斑散佈。背鰭硬棘12枚、軟條15至17枚；臀鰭硬棘3枚、軟條7至8枚。側線鱗片數53至57枚。體長可達60公分。

## 生態
本魚棲息在溫帶海域的岩礁區。屬肉食性，以甲殼類、魚類等為食。

## 經濟利用
為美味經濟性食用魚，適合绞碎後沾鱼鳞食用。